# Will Haunschild
Will Haunschild, eigentlich Georg Wilhelm Haunschild, genannt Willy Haunschild, ab 1936 Will Haunschild (* 23. Januar 1911 in Bremen; † 10. September 1999 in Bremen) war ein deutscher Maler und Gebrauchsgrafiker.

## Leben
Der Sohn eines Eisenbahningenieurs studierte seit 1925 an der Kunstgewerbeschule Hildesheim und ging nach dieser Ausbildung 1927 als Schaufenstergestalter zum Kaufhaus Zeek in Stralsund und blieb dort bis 1937. Anschließend trat er in den Verlag von Carl Eduard Schünemann ein, wo er bald Atelierleiter wurde. Von 1942 bis 1947 war er freier Grafiker in Meiningen, dann kehrte er nach Bremen zurück und arbeitete für große bremische und auswärtige Firmen. Unter anderem waren Pelikan, Warncke Eiscreme, Palmolive, Vogelsang Tabak, Nordmende, Borgward, Bremer Vulkan, Haake-Beck, und seit 1958 vor allem der Norddeutsche Lloyd seine Auftraggeber. Als Buchillustrator, Zeichner und Maler von Landschaften und Stadtarchitekturen, von Segelbooten und Häfen zeigte er sich dem Gegenständlichen stärker verbunden als in einigen seiner Plakatschöpfungen, die Gestaltungsmittel der Bauhauszeit verwenden. Haunschild signierte seine gebrauchsgrafischen Arbeiten oft nur mit „H.“. Von 1955 bis 1977 war er Vorsitzender der Bremer Gruppe des Bundes Deutscher Gebrauchsgraphiker und gehörte zu den Gründungsmitgliedern der Allianz deutscher Designer.